# Domenico di Baccio d'Agnolo

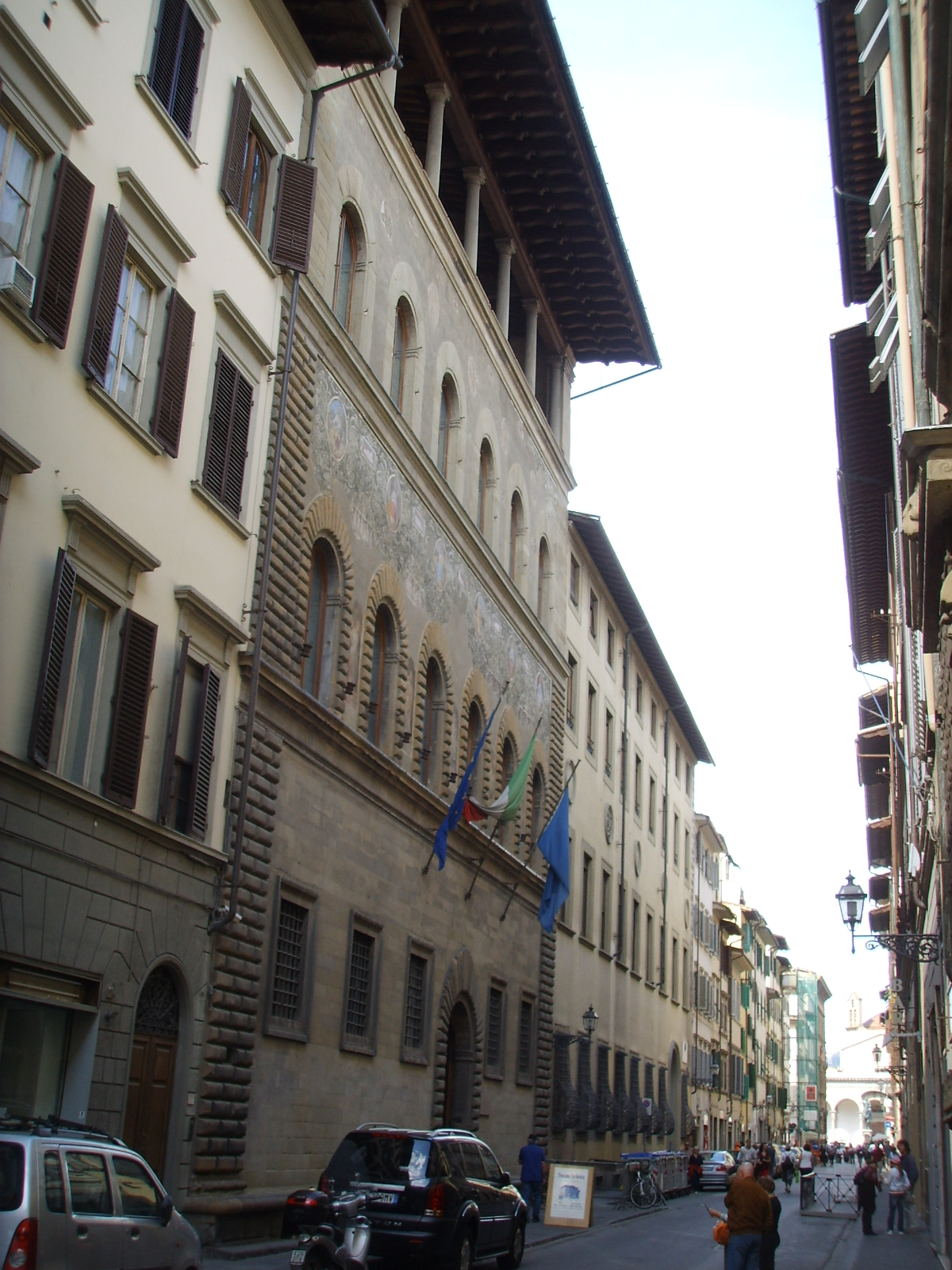
Palazzo Niccolini, Firenze

Domenico di Baccio d'Agnolo Baglioni (Firenze, 1511 – ...) è stato un architetto italiano, figlio di Baccio e fratello minore di Giuliano.

## Biografia
Fu intagliatore e architetto, dotato di gran talento, anche se appare in sostanza continuatore dello stile del padre. A Firenze, compì il palazzo Montauto, successivamente modificato (specie nel 1655) e poi detto Niccolini, in via dei Servi: al progetto originario risalerebbero la forma architettonica della facciata, il cortile interno porticato e il loggiato su quello che era il giardino. Gli si attribuisce anche un altro palazzo in via dei Servi (Venturi); nel palazzo Nasi  in piazza dei Mozzi, disegnato dal padre Baccio d'Agnolo, aggiunse il terrazzo sopra la porta. Nel palazzo Torrigiani Del Nero sulla stessa piazza, aggiunse le cantonate di macigno. Gli sono riferiti alcuni lavori anche al castello di Montauto.
La data di morte è ignota, ma sembrerebbe piuttosto precoce secondo Vasari. 